# Puno (tỉnh)
Tỉnh Azángaro (tiếng Tây Ban Nha: Provincia de Azángaro) là một tỉnh thuộc vùng Puno của Peru. Tỉnh Azángaro có diện tích 4970 km², dân số thời điểm theo điều tra dân số ngày 11 tháng 7 năm 1993 là 138998 người. Tỉnh lỵ đóng ở Azángaro.